# Numeració japonesa
El sistema de numeració japonès és el sistema de nom dels nombres utilitzat en el japonès. La manera d'escriure els nombres està completament basada en la numeració xinesa.

## Numeració japonesa bàsica
Existeixen dues maneres d'escriure els números en japonès, amb la numeració aràbiga (1, 2, 3...) o amb la numeració xinesa (一, 二, 三...). Els nombres aràbics s'utilitzen habitualment en l'escriptura horizontal, i els xinesos són més comuns en l'escriptura vertical.
Alguns números tenen diverses lectures, una derivada del xinès utilitzada als nombres cardinals (on'yomi) i una lectura pròpiament japonesa (kun'yomi) utilitzada de manera menys formal normalment de l'1 al 10.
| Nombre            | Caràcter | Lectura preferida | Lectura On           | Lectura Kun                    |
| ----------------- | -------- | ----------------- | -------------------- | ------------------------------ |
| 0                 | 零 / 〇* | zero / ゼロ       | rei / れい           | -                              |
| 1                 | 一       | ichi              | ichi / いち          | hito(tsu) / ひと(つ)           |
| 2                 | 二       | ni                | ni, ji / に, じ      | futa(tsu) / ふた(つ)           |
| 3                 | 三       | san               | san / さん           | mi(ttsu) / み(っつ)            |
| 4                 | 四       | yon               | shi / し             | yon, yo(ttsu) / よん、よ(っつ) |
| 5                 | 五       | go                | go / ご              | itsu(tsu) / いつ(つ)           |
| 6                 | 六       | roku              | roku / ろく          | mu(ttsu) / む(っつ)            |
| 7                 | 七       | nana              | shichi / しち        | nana(tsu) / なな(つ)           |
| 8                 | 八       | hachi             | hachi / はち         | ya(ttsu) / や(っつ)            |
| 9                 | 九       | kyū               | kyū, ku / きゅう, く | kokono(tsu) / ここの(つ)       |
| 10                | 十       | jū                | jū / じゅう          | tō / とお                      |
| 20                | 二十     | ni-jū             | ni-jū / にじゅう     | hata(chi) / はた(ち)           |
| 30                | 三十     | san-jū            | san-jū / さんじゅう  | miso / みそ                    |
| 100               | 百       | hyaku             | hyaku / ひゃく       | (momo / もも)                  |
| 1000              | 千       | sen               | sen / せん           | (chi / ち)                     |
| 10.000            | 万       | man               | man / まん           | (yorozu / よろず)              |
| 100.000.000       | 億       | oku               | oku / おく           | -                              |
| 1.000.000.000 000 | 兆       | chō               | chō / ちょう         | -                              |

*Existeix la lectura especial maru. S'utilitza quan es llegeixen individualment els dígits d'un nombre un darrere de l'altre en lloc d'un nombre sencer. Un exemple típic és la famosa botiga 109 a Shibuya (Tòquio) que es llegeix ichi-maru-kyū, en comptes de hyaku-kyū. La manera d'utilitzar el maru s'assembla a com ho fan els anglesos quan llegeixen el 0 com o. Literalment significa cercle. Malgrat tot, com a nombre simplement s'escriu com a 0 o rei (零).
Els números 4 i 9 es consideren de mala sort en japonès: 4, pronunciat shi, és un homòfon per mort (死); 9, quan es pronuncia ku, és un homòfon de patiment (苦). Vegeu tetrafòbia. De vegades es considera el nombre 13 com un nombre de mala sort, encara que això és una importació de la cultura occidental.
En japonès modern, els números es diuen amb les lectures on excepte el 4 i el 7, que s'anomenen yon i nana respectivament. S'utilitzen lectures alternatives pels noms dels mesos, noms dels dies del mes, i frases fixes. Per exemple, la fracció decimal 4,79 es llegeix sempre yon-ten nana kyū, malgrat que abril, juliol i setembre s'anomenen shi-gatsu (4t mes), shichi-gatsu (7è mes), i ku-gatsu (9è mes) respectivament. Els nombres intermedis es fan combinant aquests elements:
- Múltiple de 10 entre 20 i 90 són "(dígit-jū".
- Múltiples de 100 entre 200 i 900 són "(dígit)-hyaku".
- Múltiples de 1000 entre 2000 i 9000 són "(dígit)-sen".
- A més a més, els múltiples de 30 a 90 en la lectura kun es formen amb"(digit)-so", on el dígit també està en la lectura kun: miso (30), yoso (40), iso (50), muso (60), nanaso (70), yaso (80), kokonoso (90). Hi ha variacions que inclouen i per 50 i el sufix -ji entre 20 i 90. Malgrat això, habitualment no s'utilitzen en japonès modern.

Hi ha algunes modificacions fonètiques per a nombres grans, que consisteixen en la sonorització o geminació de certes consonants (rendaku)
|      | 1              | 2        | 3        | 4         | 5        | 6        | 7          | 8        | 9         | 10      | 100       | 1000      |
| ---- | -------------- | -------- | -------- | --------- | -------- | -------- | ---------- | -------- | --------- | ------- | --------- | --------- |
| 100  | hyaku, ippyaku | ni-hyaku | sanbyaku | yon-hyaku | go-hyaku | roppyaku | nana-hyaku | happyaku | kyū-hyaku | -       | -         | -         |
| 1000 | sen, issen     | ni-sen   | sanzen   | yon-sen   | go-sen   | roku-sen | nana-sen   | hassen   | kyū-sen   | -       | -         | -         |
| 1012 | itchō          | ni-chō   | san-chō  | yon-chō   | go-chō   | roku-chō | nana-chō   | hatchō   | kyū-chō   | jutchō* | hyaku-chō | issenchō  |
| 10¹⁶ | ikkei          | ni-kei   | san-kei  | yon-kei   | go-kei   | rokkei   | nana-kei   | hakkei   | kyū-kei   | jukkei* | hyakkei** | issen-kei |

* Això també s'aplica als múltiples 10. Es canvia -jū per -jutchō o -jukkei.
** Això també s'aplica als múltiples 100. Es canvia -ku per -kkei.
En grans nombres, cada part del nombre s'ordena de més gran a més petit (ja es dona per fet que els zeros hi són inclosos)
| Nombre | Caràcter   | Lectura               |
| ------ | ---------- | --------------------- |
| 11     | 十一       | jū ichi               |
| 17     | 十七       | jū nana, jū shichi    |
| 151    | 百五十一   | hyaku go-jū ichi      |
| 302    | 三百二     | san-byaku ni*         |
| 469    | 四百六十九 | yon-hyaku roku-jū kyū |
| 2025   | 二千二十五 | ni-sen ni-jū go       |

## Potències de 10

### Nombres grans
Seguint la tradició xinesa, els nombres grans es creen agrupant els dígits en miríades (cada 10.000) en lloc de com es fa en la cultura occidental que ho fa cada mil (1000):
| Rank      | 104 | 108 | 1012 | 10¹⁶ | 1020 | 1024    | 1028 | 10³² | 1036 | 1040 | 1044 | 1048 | 1052 o 1056 | 1056 o 1064 | 1060 o 1072   | 1064 o 1080 | 1068 o 1088 |
| Character | 万  | 億  | 兆   | 京   | 垓   | 𥝱, 秭  | 穣   | 溝   | 澗   | 正   | 載   | 極   | 恒河沙      | 阿僧祇      | 那由他/那由多 | 不可思議    | 無量大数    |
| Reading   | man | oku | chō  | kei  | gai  | jo, shi | jō   | kō   | kan  | sei  | sai  | goku | gōgasha     | asōgi       | nayuta        | fukashigi   | muryōtaisū  |